# Emil Hegle Svendsen
Emil Hegle Svendsen, född 12 juli 1985 i Trondheim, är en norsk före detta skidskytt. Hans främsta meriter i karriären är elva VM-guld, två OS-guld och en totalseger i världscupen.

## Karriär
Svendsen slog igenom vid junior-VM 2003 när han blev trea både på distans- och jaktstartstävlingen. Ännu bättre gick det vid junior-VM 2004 när han vann guld i jaktstarten. Vid Svendsens sista junior-VM 2005 blev det totalt två guld, på distans och sprint, och en silvermedalj i jaktstart. Svendsen var även med i OS 2006 i Turin där han slutade sexa i masstartsloppet. Vid VM 2007 var Svendsen med i det norska mixstafettlaget som tog brons efter Frankrike och Sverige. 
Svendsens första mästerskapsseger kom vid VM 2008 i Östersund där han vann distanstävlingen över 20 kilometer och 15 kilometer masstart. I båda dessa lopp vann han närmast före Ole Einar Bjørndalen. Bjørndalen var en tid personlig sponsor till Svendsen. VM 2009 gick mindre bra för Svendsen som var sjuk i början av mästerskapet. Han deltog dock i masstarten där han slutade tolva. Men han fick ändå en medalj, då han var en del av det norska laget som vann guld på stafetten. 
Vid de Olympiska vinterspelen 2010 i Vancouver tog Svendsen silver på det inledande sprintloppet. Vid samma olympiska spel tog Svendsen guld i distans på 20 km, och dessutom vann han ett stafettguld över 4 x 7,5 km i dessa tävlingar.
Svendsen vann totala världscupen 2009/2010 samt distanscupen säsongen 2010/2011. Svendsen vann totalt åtta världscuptävlingar under världscupen 2010/2011, bland annat masstarten i VM, men fick ändå se sig besegrad i totala världscupen av landsmannen och kompisen Tarjei Bø som vann med bara fem poäng mer än Svendsen. Under VM 2012 tog Svendsen guld tillsammans med laget i stafetten. Svendsen blev VM-kung i VM 2013 i Nove Mesto där han tog guld i mixstafetten, sprinten, jaktstarten och stafetten. Han tog även brons i masstarten.
Svendsens 33:e världscupseger kom vid jaktstartsloppet den 4 januari 2014 i tyska Oberhof. Dagen innan vann han sprinten som låg till grund för jaktstarten.
Den 9 april 2018 meddelades att han skulle avsluta sin idrottskarriär efter säsongen 2017–2018.

## Världscupsegrar
Not: VM och OS-tävlingar ingår också i världscupen

### Individuellt (37)
| Datum            | Plats                | Land      | Disciplin      |
| ---------------- | -------------------- | --------- | -------------- |
| 13 december 2007 | Pokljuka             | Slovenien | Distans        |
| 14 februari 2008 | Östersund            | Sverige   | Distans (VM)   |
| 17 februari 2008 | Östersund            | Sverige   | Masstart (VM)  |
| 27 februari 2008 | Pyeongchang          | Sydkorea  | Sprint         |
| 8 mars 2008      | Chanty-Mansijsk      | Ryssland  | Jaktstart      |
| 13 mars 2008     | Holmenkollen         | Norge     | Sprint         |
| 6 december 2008  | Östersund            | Sverige   | Sprint         |
| 12 december 2008 | Hochfilzen           | Österrike | Sprint         |
| 13 december 2008 | Hochfilzen           | Österrike | Jaktstart      |
| 23 januari 2009  | Antholz              | Italien   | Sprint         |
| 28 mars 2009     | Chanty-Mansijsk      | Ryssland  | Jaktstart      |
| 3 december 2009  | Östersund            | Sverige   | Distans        |
| 12 december 2009 | Hochfilzen           | Österrike | Jaktstart      |
| 14 januari 2010  | Ruhpolding           | Tyskland  | Sprint         |
| 16 januari 2010  | Ruhpolding           | Tyskland  | Masstart       |
| 18 februari 2010 | Vancouver            | Kanada    | Distans (OS)   |
| 2 december 2010  | Östersund            | Sverige   | Distans        |
| 4 december 2010  | Östersund            | Sverige   | Sprint         |
| 12 januari 2011  | Ruhpolding           | Tyskland  | Distans        |
| 10 februari 2011 | Fort Kent            | USA       | Sprint         |
| 12 februari 2011 | Fort Kent            | USA       | Jaktstart      |
| 12 mars 2011     | Chanty-Mansijsk      | Ryssland  | Masstart (VM)  |
| 19 mars 2011     | Holmenkollen         | Norge     | Jaktstart      |
| 20 mars 2011     | Holmenkollen         | Norge     | Masstart       |
| 10 december 2011 | Hochfilzen           | Österrike | Jaktstart      |
| 14 januari 2012  | Nové Město na Moravě | Tjeckien  | Sprint         |
| 5 februari 2012  | Holmenkollen         | Norge     | Masstart       |
| 18 mars 2012     | Chanty-Mansijsk      | Ryssland  | Masstart       |
| 15 december 2012 | Pokljuka             | Slovenien | Jaktstart      |
| 9 februari 2013  | Nové Město na Moravě | Tjeckien  | Sprint (VM)    |
| 10 februari 2013 | Nové Město na Moravě | Tjeckien  | Jaktstart (VM) |
| 3 januari 2014   | Oberhof              | Tyskland  | Sprint         |
| 4 januari 2014   | Oberhof              | Tyskland  | Jaktstart      |
| 11 januari 2014  | Ruhpolding           | Tyskland  | Distans        |
| 12 januari 2014  | Ruhpolding           | Tyskland  | Jaktstart      |
| 3 december 2014  | Östersund            | Sverige   | Distans        |
| 20 december 2014 | Pokljuka             | Slovenien | Jaktstart      |